# 더☆도라에몽즈 괴도 도라팡 수수께끼의 도전장!
괴도 도라팡 수수께끼의 도전장!(怪盗ドラパン謎の挑戦状!)은 일본의 국민만화인 도라에몽의 영화 중 하나로 도라에몽 노비타의 태엽도시 모험기의 동시 상영작이다. 31분의 짧은 가족 영화이다.

## 캐스팅
| 등장인물     | 성우              |
| ------------ | ----------------- |
| 도라에몽     | 오오야마 노부요   |
| 도라 키드    | 난바 케이이치     |
| 왕도라       | 하야시바라 메구미 |
| 도라매드 III | 사토 마사하루     |
| 도라 닌쵸브  | 토시하루 사쿠라이 |
| EI 마타도라  | 나카오 류세이     |
| 도라 리노    | 스즈키 미에       |
| 도라팡       | 카미야 아키라     |
| 도라팡       | 사쿠라 레이       |